# هلن کلارک

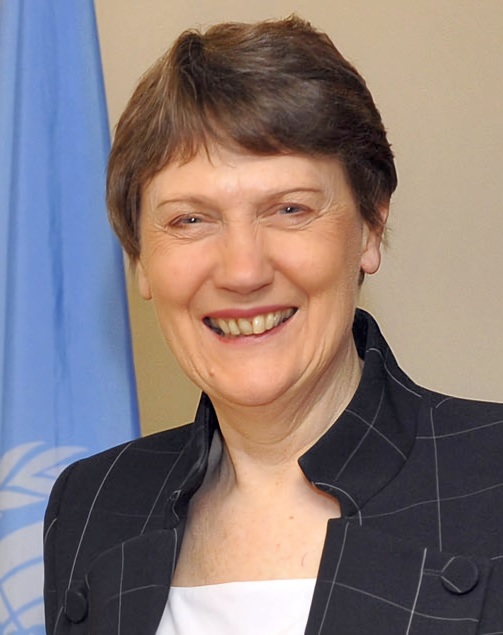

هِلِن اِلیزابت کِلارک (به انگلیسی: Helen Elizabeth Clark) (زاده ۲۶ فوریه ۱۹۵۰) نخست‌وزیر پیشین نیوزیلند است. او در دسامبر ۱۹۹۹ برای سومین بار به نخست‌وزیری انتخاب شد.

## سمت‌ها
- وزیر بهداشت و درمان ۱۹۹۰–۱۹۸۹
- معاون نخست‌وزیر ۱۹۹۰–۱۹۸۹
- رهبر مخالفان دولت ۱۹۹۹–۱۹۹۳
- ۳۷مین نخست‌وزیر نیوزیلند
۱۹۹۹–۲۰۰۸
- مدیر برنامه توسعه سازمان ملل متحد تاکنون-۲۰۰۹